# Anastasia von Galizien
Anastasia (poln. Anastazja; † 1335) war eine ruthenische Prinzessin und Fürstin in Kujawien. Sie entstammte dem Adelsgeschlecht der Rurikiden und heiratete in die kujawischen Piasten ein.

## Leben
Anastasia war Tochter von König Leo I. von Galizien († 1301) und Konstanze von Ungarn, Tochter von König Béla IV. von Ungarn.

## Ehe und Familie
Zwischen 1296 und 1300 heiratete sie Siemowit von Dobrin. Mit ihm hatte sie die Söhne:
- Leszek
- Władysław der Krumme
- Bolesław